# Autzen Stadium
Autzen Stadium é um estádio localizado em Eugene, Oregon, Estados Unidos, possui capacidade total para 54.000 pessoas, é a casa do time de futebol americano universitário Oregon Ducks football da Universidade do Oregon. O estádio foi inaugurado em 1967 e leva o nome do empresário e inventor da madeira compensada Thomas J. Autzen.